# 雲粒
雲粒（うんりゅう、くもつぶ、英: cloud droplet）とは、雲を構成する水滴や氷結晶（氷晶）のこと。なお、氷晶を含めない場合もあり、この場合は雲粒と氷晶を総称して雲粒子などと呼ぶ。

## 雲粒の大きさと浮遊する条件

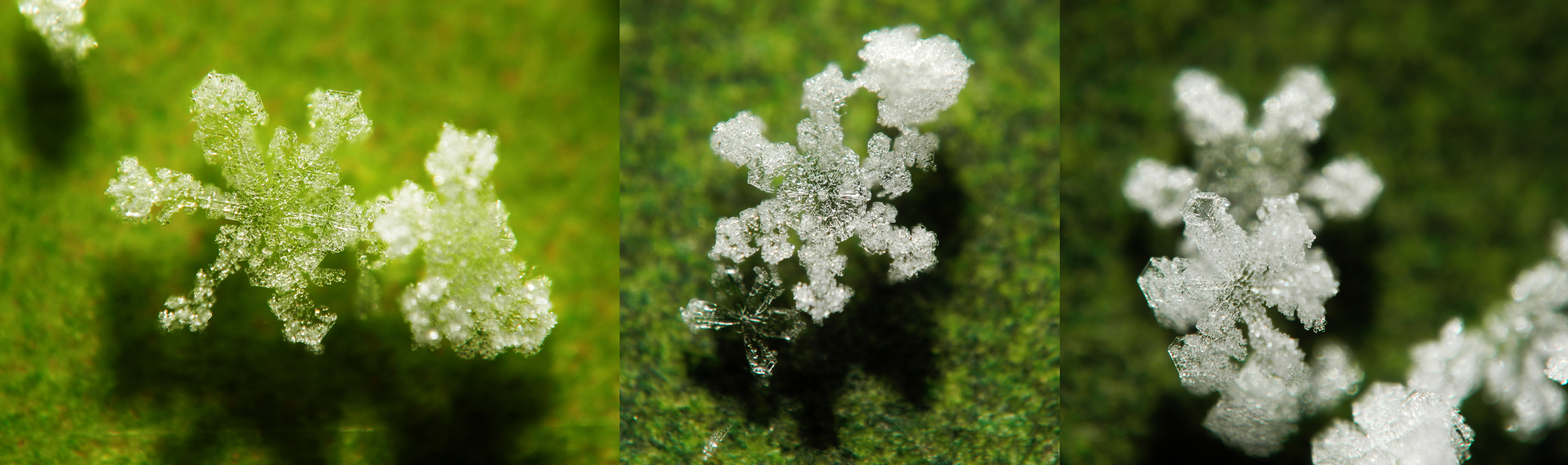
雲粒を捕捉しながら成長する雪の雲粒付結晶の観察例

粒の直径は大体3μm（マイクロメートル）～10μm(=0.003mm～0.01mm)程度で、ヒトの赤血球の直径(6～8μm)と同じくらいである。10μmの雲粒の落下速度は最も速い終端速度で1cm/s（センチメートル毎秒）程度となる。雲粒を支えて空中に浮かせるためには、これと同じかより速い速度で上向きの風が吹かなくてはならない。普通の上昇気流（上昇流）は平均風速が1m/s以上で、このような上昇流は地球大気の至る所に存在するため、これを十分支えて浮かべることができる。
ただし、雲の中にはこれよりも大きな水滴や氷晶がある。雨粒は0.1mm～5mm程度であり、この大きさの雲粒の落下速度は30cm/s～10m/sと速く、上昇気流の強さ次第で雲の中を浮遊したり落下したりする。落下して地上に到達すると雨や雪などになる。

## 雲核
雲粒ができる、つまり水蒸気が水滴に凝結したり、水蒸気が雨粒に液化（凝固）したりする際に、雲核（うんかく）または雲凝結核（英: cloud condensation nuclei, CCN）と呼ばれる微粒子があると、微粒子の表面で凝結・昇華（凝固）が始まる。
雲核は雲粒の発生を促す働きがあり、雲核が媒介して水蒸気が水滴や氷の粒へ相変化を起こすプロセスを、雲粒の核形成という。雲核となる不純物がほとんどない大気では相対湿度が100%を超過して数百%に達するまで凝結が起こらないことが知られており、雲ができるために核形成は欠かせない。
雲核になる微粒子は主に、土壌由来の砂埃（風塵。黄砂も含む）、火山噴火に由来する火山灰、細かい海水のしぶきが蒸発した際に残る塩分（海塩粒子）、火山ガスや人為的に排出される排気ガスに由来する硫酸塩粒子などで構成される。これら大気中に浮遊する微粒子はまとめてエアロゾル（エーロゾル）と呼ばれている。大気循環などによって攪拌されるため、地球上に広く分布しているが、場所により濃度の差がある。また、地上に近い大気ほど濃度が高い。
海洋などに生息するプランクトンが出すジメチルスルフィドも雲粒になりうるとされており、赤潮などのプランクトンの異常発生時には雲ができやすいとの研究もある。
また、宇宙線に含まれる荷電粒子が大気の気体分子をイオン化させ、それをきっかけに雲核となる微粒子が形成されるという説もある（スベンスマルク効果）。
雲核は、相転移の各相に対応させて考えると3種類（太字の前3種）、細かく分けると5種類（太字のもの）に分けられる。水蒸気から水に凝結するとき働く凝結核（凝縮核）、水から氷に凍結（凝固）するときに働く凍結核（凝固核）、水蒸気から氷に昇華するときに働く昇華核である。また、凍結核と昇華核をまとめて氷晶核と呼ぶ。凍結核の中には、凝結核としても働く凝結凍結核や、外からの衝突によって起こす衝撃で凍結させる衝突凍結核があり、単に水滴の中で凍結核として働くものだけを「凍結核」と呼ぶ場合がある。